# 5206 Кодомономорі
5206 Кодомономорі (5206 Kodomonomori) — астероїд головного поясу, відкритий 7 березня 1988 року.
Тіссеранів параметр щодо Юпітера — 3,370.